# Bataille de Bulanbuli
Insurrection de Boko Haram
La bataille de Bulanbuli a lieu les 24 et 25 avril 2014 lors de l'insurrection de Boko Haram. 

## Déroulement
Le 14 avril 2014, les rebelles islamistes de Boko Haram, effectuent un raid sur la ville de Chibok, où ils enlèvent 234 lycéennes ; 43 d'entre elles parviennent toutefois à s'échapper ou bien sont libérées dans les dix jours qui suivent,,. Les djihadistes se replient ensuite probablement sur leur base, dans la forêt de Sambisa.
La nuit du 24 au 25 avril, des affrontements éclatent entre l'armée et les rebelles dans les environs de Bulanbuli, entre la ville d'Alagarmo et la forêt de Sambisa. Selon le général Chris Olukolade, porte-parole de la Défense : « La capture de terroristes qui seraient les chefs des hommes opérant autour d'Alagarmo, a déclenché un affrontement de grande envergure dans les environs de Bulanbuli, dans l'Etat de Borno la nuit dernière ».
Selon les déclarations du ministère de la Défense publiées le 26 avril, les combats ont fait quatre morts du côté des militaires contre 40 morts chez les rebelles. Neuf soldats sont également blessés et plusieurs islamistes sont faits prisonniers.
Le même jour, des milices d'autodéfense effectuent des patrouilles dans la forêt de Sembisa. Des habitants affirment également avoir entendu au moins une trentaine de déflagrations provenant de la forêt de Sambisa. Selon des témoignages recueillis par RFI, certaines lycéennes pourraient avoir été conduites par minibus vers une base arrière de Boko Haram, à l'extrême nord du Cameroun.